# Utwór charakterystyczny
Utwór charakterystyczny (także utwór liryczny, miniatura instrumentalna) – krótka forma muzyczna o nieustalonej budowie (najczęściej występują formy pieśniowe) i charakterze miniatury. Przeznaczona najczęściej do wykonywania na fortepianie, z reguły opatrzona pozamuzycznym tytułem. Jest to forma pośrednia między muzyką programową a absolutną.

## Historia
Pierwszymi twórcami utworów charakterystycznych byli lutniści z przełomu XVI i XVII wieku. W muzyce barokowej forma ta pojawiła się wśród wirginalistów angielskich oraz klawesynistów francuskich. Ich spadkobiercami byli niemieccy muzycy tworzący w rozwijającym się w XVIII w. stylu zwanym Empfindsamer Stil (z niem. styl sentymentalny). W okresie klasycyzmu (II połowa XVIII w.) utwór charakterystyczny uległ zapomnieniu aby odrodzić się w romantyzmie (XIX w.), gdzie stał się jedną z głównych form uprawianych przez artystów.

## Cykle
Utwory charakterystyczne mogą być tworzone a potem publikowane w tzw. cyklach (zbiorach). Dzieje się tak w przypadku kiedy artyście podczas pracy przyświeca jakaś nadrzędna idea łącząca kompozycje (np. Sceny leśne Roberta Schumanna (1810–1856)) lub kiedy mają być one umieszczone w szerszym kontekście (np. Pieśni bez słów Felixa Mendelssohna-Bartholdy'ego (1809–1847)).

## Przykłady
- Modlitwa dziewicy - Tekla Bądarzewska-Baranowska (1834–1861). Utwór wydany drukiem w 1856.
- Trois pieces caractéristiques pour piano (z fr. Trzy utwory charakterystyczne na fortepian) - Grażyna Bacewicz (1909–1969). Kompozycja powstała w 1932.